# Maurice Gosfield
Maurice Gosfield (New York, 1913. január 28. – New York, 1964. október 19.) amerikai színész. 
Leghíresebb szerepe Duane Dobberman őrmester megformálása volt.

## Élete és pályafutása
1913. január 28-án született New Yorkban.  
A második világháború alatt a 8. páncélos hadosztály tagja volt őrmesteri rendfokozatban. Először a Philip Silver Showban jelent meg 1955-ben, Duane Dobberman szerepében. Ez a szerep hozta meg számára a sikert. Karakteréből képregényt készítettek 1957–1960 között. 
1961-ben megkapta Benny szerepét a Turpi úrfi című animációs sorozatban. Utoljára egy 1963-as filmben szerepelt, ahol teherautósofőrt alakított. 1964-ben Fester nagybácsi szerepére jelentkezett az Addams Family című televíziós sorozat szereplőválogatásán, ám a szerepet nem kapta meg. 
1964. október 19-én, 51 éves korában hunyt el, hirtelen szívroham következtében.

## Filmjei
- 1950: Ma and Pa Kettle Go to Town (New York városnézés jegyárus)
- 1955: The Phil Silvers Show, tv-sorozat (Duane Doberman közlegény)
- 1959: Keep in Step, tv-sorozat (Duane Doberman közlegény)
- 1961: The Teenage Millionaire (Ernie)
- 1961: Turpi úrfi, tv-sorozat (Benny the Ball angol hangja)
- 1963: The Thrill of It All, (kamionsofőr)

## Fordítás
- Ez a szócikk részben vagy egészben  a   Maurice Gosfield című angol Wikipédia-szócikk fordításán alapul.  Az eredeti cikk szerkesztőit annak laptörténete sorolja fel. Ez a jelzés csupán a megfogalmazás eredetét és a szerzői jogokat jelzi, nem szolgál a cikkben szereplő információk forrásmegjelöléseként.